# Hay River

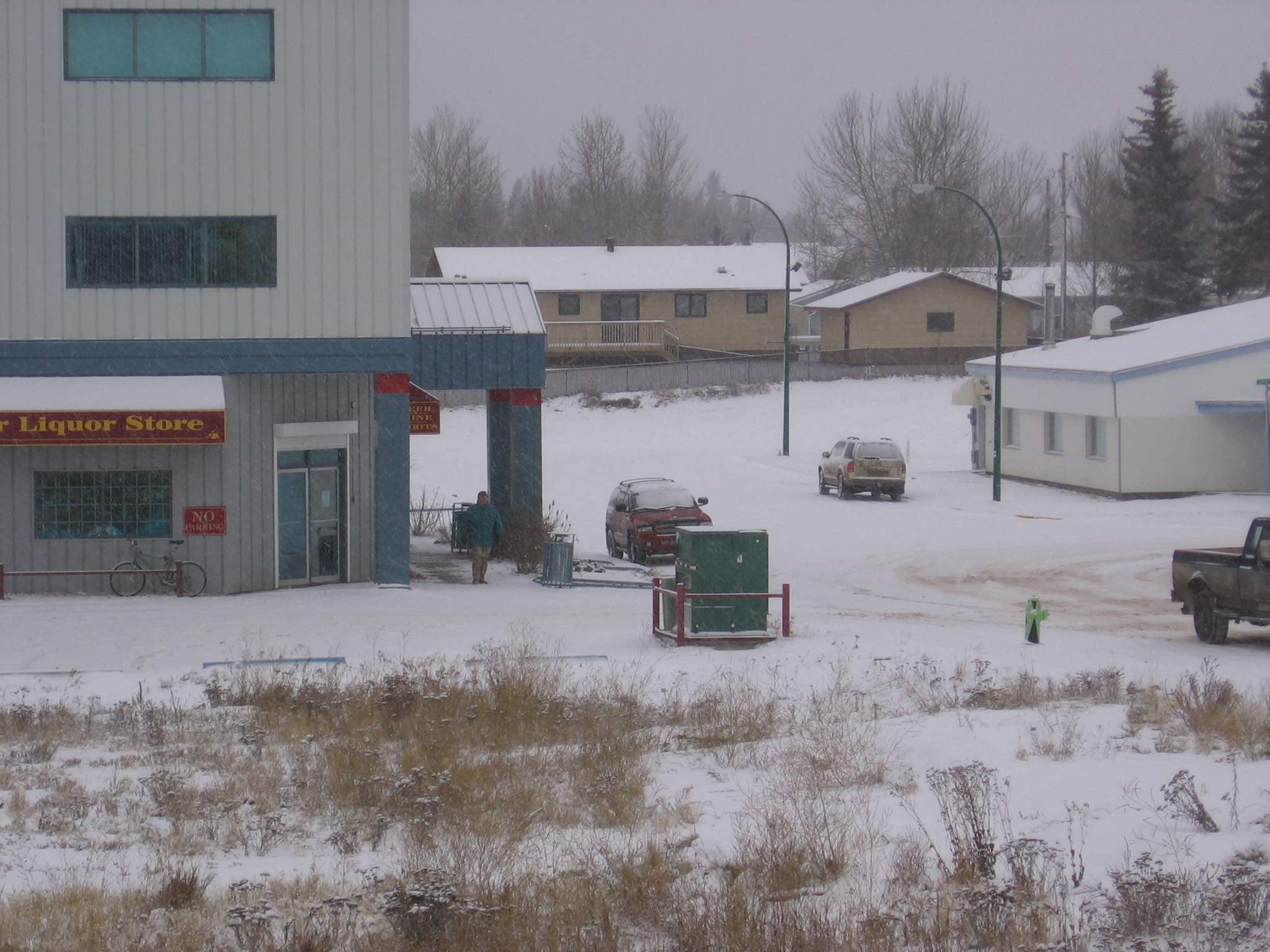
Imatge típica de Hay River.

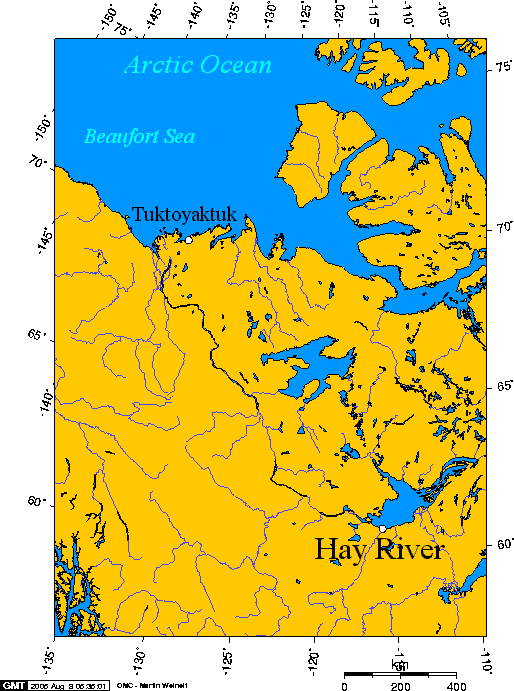
Localització de Hay River.

Hay River és un poble dels Territoris del Nord-oest del Canadà. És la segona localitat de la regió pel que fa a nombre d'habitants.

## Característiques geogràfiques
Amb una població de 3.724 habitants, Hay River és el segon poble en importància dels Territoris del Nord-oest, immediatament per darrere de la seva capital i única ciutat, Yellowknife, que en té uns 19.200. Gairebé un 45% de la població de Hay River és aborigen, sobretot slave.
La comunitat ocupa una extensió de 133 km², a la riba sud del Gran Llac de l'Esclau, a la desembocadura del riu Hay. Aquest forma un delta, amb l'illa de Vale, on hi ha part del poble i l'aeroport i hi ha un segon nucli urbà, el més gran, a la riba oest del riu.
Hay River es considera un punt de partida per a endinsar-se en el nord del país. Actualment hi arriba, des del sud, una autopista transitable gairebé tot l'any i el seu port és força actiu tant en relació al trànsit de mercaderies cap al nord com pel que fa a la pesca. En determinades èpoques de l'any, és possible la navegació, al llarg del riu Mackenzie, fins a l'oceà Àrtic, a 1.700 km de distància. L'altre focus econòmic és el turisme.

## Història
Hi ha vestigis d'activitat humana a la zona des del 7000 aC. Es tractava d'un indret d'activitat pesquera estacional per als slave. Aquests van decidir, a partir de 1892, d'establir-hi residències permanents. Aquest fet va atraure l'any següent l'establiment d'una missió anglicana i, de mica en mica, es van anar creant establiments comercials. A la dècada de 1930 es van descobrir jaciments de pechblenda als voltants i això va suposar un creixement de la població i un interès en la necessitat de millors infraestructures de comunicació. L'autopista va estar llesta el 1948 i Hay River va esdevenir un port important per a embarcar mercaderies cap al nord. Des de 1964 també hi arribà el tren, convertint el poble en el punt més al nord de tot el continent americà connectat amb la xarxa continental de ferrocarril.